# Dysaethria harmani
Dysaethria harmani är en fjärilsart som beskrevs av Holloway 1998. Dysaethria harmani ingår i släktet Dysaethria och familjen Uraniidae. Inga underarter finns listade i Catalogue of Life.